# 勒托

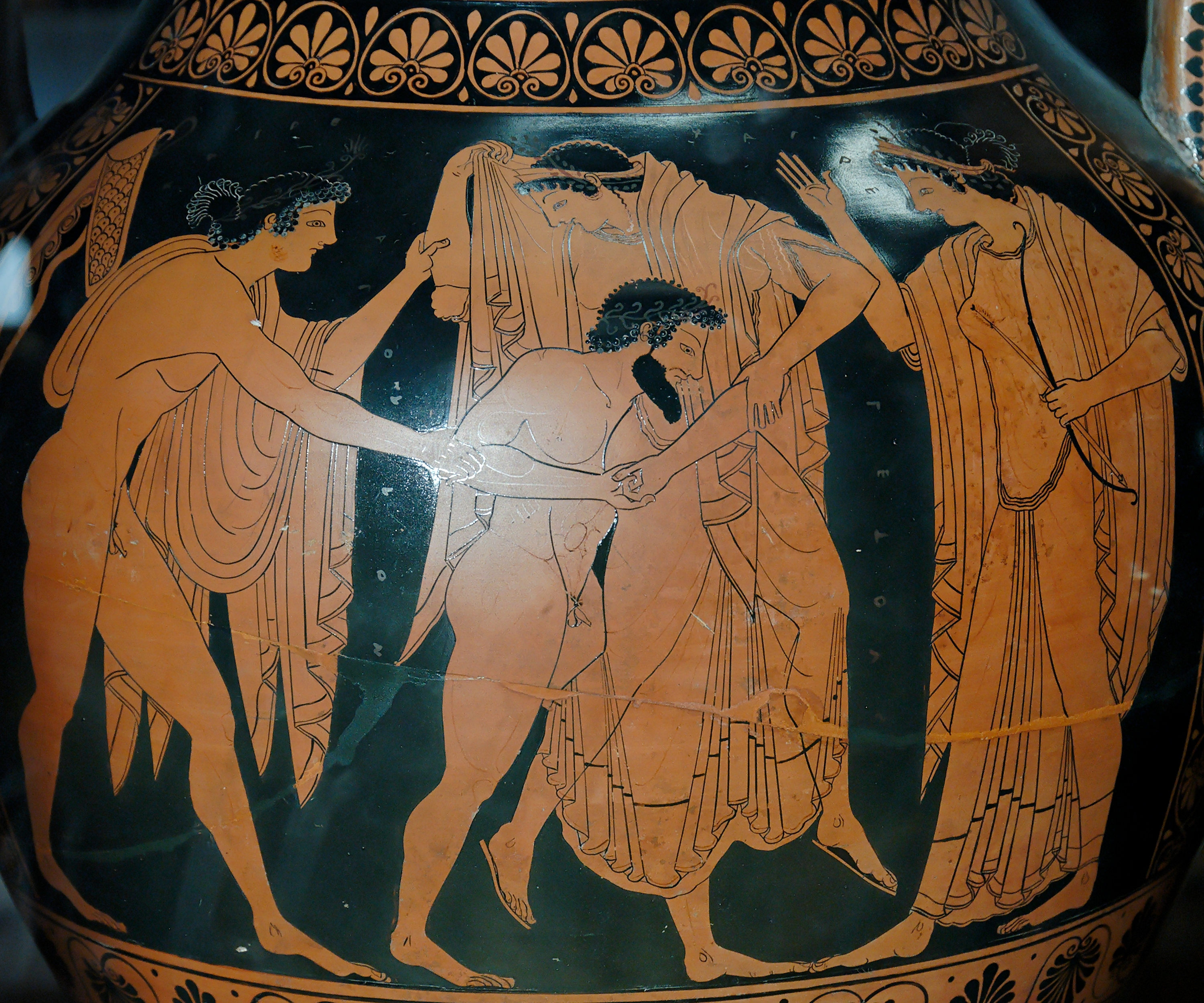
瓶画：提堤俄斯企图强奸勒托；两旁的人物是阿波罗和阿耳忒弥斯

勒托（古希腊语：Λητώ，多利安語：Λατώ）是古希臘神话中的一个女提坦。她是眾神之王宙斯的配偶，并且是太阳神阿波罗与月亮神阿耳忒弥斯的母亲。在罗马神话中，她的对应神是拉托娜。

## 简要介绍
根据赫西俄德的记载，勒托是提坦神科俄斯与福柏的女儿，天神乌拉诺斯和地神蓋亚的孙女；她的出生地据说是科斯岛。勒托与奥林波斯教的主神宙斯结合，生育了两名主要神祇，即阿波罗与阿耳忒弥斯。关于阿波罗与阿耳忒弥斯，品达说这两人是双胞胎。
勒托在传统上是一个用来衬托阿波罗与阿耳忒弥斯的母神的形象，在神话中涉及她的部分主要是关于生育阿波罗的故事。在阿波罗与阿耳忒弥斯出生后，勒托的形象几乎从希腊神话中消失了，“黑暗掩盖了勒托”，这可能是因為神譜提到勒托出生時穿着黑衣服，所以生出兩位明亮的孩子後便退出神話舞台，這是常見的光明与黑暗的反差关系。在神话中，勒托总体上是一个逆來順受的母亲的形象，但也有例外。
在古典艺术中，勒托的形象是个头戴面纱的朴实妇女。

## 关于勒托的神话
在希腊神话中，有关勒托的神话的主要有以下几个。

### 阿波罗和阿耳忒弥斯的出生
荷马史诗在关于阿波罗的章节里提到这位神祇的出生。阿波罗和他的姊妹是宙斯与勒托结合的子女。勒托在怀孕时就跟其他被宙斯所愛的女人一样受到赫拉的迫害。一些神话提到赫拉派遣该亚所生的巨蟒皮同前去捕杀勒托。勒托为逃避这种迫害不得不到处流浪；但所有神祇都因惧怕赫拉的权势而拒绝为她提供庇护。最后一座多山的小岛名提洛岛收留他。据说女神曾向提洛岛承诺将来必有伟大的神庙为该岛生辉。勒托在提洛岛落脚后就在岛上的一棵棕榈树下分娩生下阿波罗。而按照品达的说法，同时出生的还有阿耳忒弥斯。一说提洛岛本来是一块浮动的巨石，因为阿波罗的出生才变成固定的岛屿。
在整个古典时期，提洛岛都是阿波罗的重要崇拜中心，有关勒托的神话可能就是为了解释这样一座小岛何以在希腊世界具有重要地位。

### 提堤俄斯
提堤俄斯是宙斯与伊拉拉所生的巨人（另一种说法认为他的母亲是盖亚），性情凶恶。这个怪物因企图凌辱勒托而被阿波罗和阿耳忒弥斯所害。一说提堤俄斯会对勒托产生情欲是因为受到赫拉的怂恿。提堤俄斯在死后被监禁于冥界，有两只巨鹰不停地啄食他的内脏。

### 尼俄柏
忒拜国王安菲翁的妻子尼俄柏因為在祭典上吹嘘自己的子女比勒托的子女向民眾膜拜她（尼俄柏的孩子被称为尼俄比德斯，男女各半，其具体数目有多种不同说法），结果觸怒勒托的子女阿波罗和阿耳忒弥斯，導致子女皆被兩神所射殺。通常的版本是，阿波罗用毒箭正在打猎（一说是比赛田径）的尼俄柏的儿子们打猎，而阿耳忒弥斯则射殺所有女儿。在某些版本中，有一个孩子因为求饶而被保留性命。安菲翁目睹这一惨象后自盡，也有说法认为他在绝望中企图破坏宙斯的神庙，结果被宙斯的闪电給殛死。万念俱灰的尼俄柏流亡到吕底亚的西皮洛斯山（今土耳其斯比勒山）在那里自盡（一说是变成石头）。她的眼泪变成阿刻洛俄斯河。接下来宙斯又把忒拜的全体居民变成石头才終止這場復仇。
尼俄柏的故事在希腊神话里非常有名。值得注意的是，这个神话很可能反映的是两个外来女神之间的竞争，尼俄柏在这种争夺信徒的竞争中失败（与勒托相似，尼俄柏的形象也源自小亚细亚，大概她本来是那里的女神）。

### 吕基亚农民
奥维德记载这样一个故事：勒托在生下阿波罗与阿耳忒弥斯后仍受赫拉的迫害因此在地上漫游，在路过吕基亚时，她试图从当地的一个池塘里饮水（一说是从墨勒忒泉中饮水）。吕基亚的农民拒绝让女神饮用他们的水（有不同说法是當地的居民善心幫助勒托，但受赫拉的咒語收回善心），因此故意把池塘底部的泥搅动起来。女神一怒之下把他们都变成青蛙，宙斯很同情勒托並且讓她跟她的子女們待在提洛岛遠離赫拉的迫害。法国凡尔赛宫的中央喷泉的雕塑表现这一故事（所谓拉托娜之泉，拉托娜是勒托的罗马神名）。

### 特洛伊战争
在荷馬史詩《伊利亚特》中勒托和女兒阿耳忒彌斯常有親密互動。眾神大戰中，勒托對上赫耳墨斯，但是赫耳墨斯發揮口才，巧言勸退勒托，勒托遂帶著女兒遺落的弓箭和箭袋離開戰場。